# Мьюр, Джон (индолог)
Джон Мьюр (англ. John Muir; 5 февраля 1810, Глазго — 7 марта 1882, Эдинбург) — шотландский санскритолог и индолог.
Джон Мьюр родился в Глазго, Шотландия, в семье Уильяма Мьюра. Образование получил в Эрвин, Университете Глазго и Колледже Ост-Индской компании в Хэйлибэри. Он прибыл в Индию в 1829 году и был назначен государственным чиновником в Бенгалии, занимал различные должности, среди них — помощник секретаря в финансовом управлении Аллахабада, сборщик налогов в Азимгархе и судья по гражданским делам в Фатехпуре. В это же время он начинает изучение санскрита. В 1844 году Мьюр был назначен первым директором Колледжа Виктория в Бенаресе. Он покинул государственную службу в Индии в 1853 году и вернулся в Эдинбург. В 1855 году Мьюр получил степень доктора гражданского права в Оксфорде, в 1861 году — степень доктора права в Эдинбурге. В 1862 он основал кафедру санскрита и сравнительной филологии в Эдинбургском университете. Со временем Мьюр получил степень доктора философии в Бонне и стал членом различных научных обществ.
Главная работа Мьюра — «Original Sanskrit texts on the origin and history of the people of India, their religion and institutions» (1858—1870) — является исследованием текстов наиболее важных источников по культурной и религиозной истории Индии с переводом их на английский язык. Первый том этого исследования, изданный в 1858 году, затрагивал вопрос о происхождении кастовой системы, доказывал, что её не существовало в эпоху Вед. Второй том (1860) касался происхождения и расовых особенностей индусов, доказывал связь их самих и их языковой, социальной и политической жизни с другими индоевропейскими народами. Третий том, вышедший в 1861 году, был специализирован на Ведах. Том четвёртый (1863) был сравнением ведийских и более поздних представлений об главных индуистских божествах, прослеживал путь от главных богов Вед до идеи тримурти. Последний, пятый, том вышел в 1870 году и касался ведийской мифологии.
Мьюр был также автором выпуска метрических переводов с санскрита, нескольких работ по санскриту и индийской истории и многих статей в журналах Королевского и Бенгальского азиатских обществ, а также в «Indian Antiquary».